# Krzysztof Walczewski
Krzysztof Walczewski (ur. 24 sierpnia 1950 w Serokomli) – polski artysta plastyk, akwarelista. Członek Związku Polskich Artystów Plastyków.

## Życiorys
Urodził się w 1950 r. w miejscowości Serokomla na Lubelszczyźnie. Od wczesnych lat rozwijał swoje zainteresowanie sztuką. W 1969 r. ukończył Państwowe Liceum Sztuk Plastycznych w Lublinie, a w 1977 r. – Wydział Sztuk Pięknych Uniwersytetu Mikołaja Kopernika w Toruniu, gdzie zdobył dyplom w zakresie malarstwa i pedagogiki artystycznej w pracowni prof. Mieczysława Wiśniewskiego.
Po ukończeniu edukacji związał się zawodowo z Toruniem, a następnie z Włocławkiem, gdzie nie tylko tworzy, ale również prowadzi warsztaty artystyczne i angażuje się w projekty promujące sztukę wśród mieszkańców miasta. Uczniowie Krzysztofa Walczewskiego z powodzeniem kontynuują naukę na kierunkach artystycznych, historycznych i architekturze.

## Malarstwo
Twórczość Krzysztofa Walczewskiego oscyluje wokół malarstwa akwarelowego. Jego prace często przedstawiają krajobrazy plenerowe, elementy architektury i zjawiska przyrodnicze. Walczewski znany jest również z subtelnych przedstawień natury, zwłaszcza scen inspirowanych porami roku, które oddają zmienność i piękno polskiego krajobrazu.
Jego akwarele wyróżniają się wyczuciem koloru, światła i przestrzeni. Artysta wykorzystuje delikatność tej techniki do tworzenia kompozycji pełnych harmonii, a jednocześnie głęboko emocjonalnych. Obrazy artysty były prezentowane na licznych wystawach indywidualnych i zbiorowych w Polsce oraz poza granicami kraju, zdobywając uznanie zarówno krytyków, jak i miłośników sztuki. Prace Krzysztofa Walczewskiego znajdują się w wielu kolekcjach prywatnych w kraju i za granicą.